# Orquesta Sinfónica de la Ciudad de Birmingham
La Orquesta Sinfónica de la Ciudad de Birmingham (en inglés: City of Birmingham Symphony Orchestra, abreviada como CBSO) es una agrupación orquestal británica con sede en Birmingham, Inglaterra, que fue fundada en 1920. Su sala de conciertos habitual es el Symphony Hall de Birmingham. Andris Nelsons ha sido su director musical desde 2008 a 2016, en que ha pasado a ocupar el cargo la directora lituana Mirga Gražinytė-Tyla. 

## Historia
La primera actuación de la orquesta, como «Orquesta de la Ciudad de Birmingham» («City of Birmingham Orchestra», CBO), fue en septiembre de 1920, con Appleby Matthews al frente en un programa que incluía la Overture: Saúl de Granville Bantock, un firme defensor de la orquesta desde su fundación. Sin embargo, su fundación oficial se reconoce, en general, que fue en un concierto en noviembre de 1920, dirigido por Edward Elgar en el Ayuntamiento de Birmingham, en que interpretó un programa de su propia música, con la Primera Sinfonía Concierto. El fundador de la orquesta fue Neville Chamberlain, que más tarde fue elegido primer ministro del Reino Unido y que declaró la guerra a Alemania en 1939. Appleby Matthews fue su primer director titular y le sucedió sir Adrian Boult, que fue su director titular de 1924 a 1930.
La CBO se convirtió en una organización a tiempo completo en 1944, cambiando su nombre por el de «Orquesta Sinfónica de la Ciudad de Birmingham» («City of Birmingham Symphony Orchestra») en 1948. Como directores principales, desde entonces, tuvo a Rudolf Schwarz, el compositor Andrzej Panufnik, Boult nuevamente en una situación de emergencia tras la repentina dimisión de Panufnik, Hugo Rignold y Louis Frémaux. Durante esa época, la orquesta realizó grabaciones y dio conciertos regularmente.
La CBSO comenzó a adquirir renombre internacional después de que Simon Rattle se convirtiera en su director titular en 1980. Gracia a él, la orquesta incrementó sus grabaciones y se convirtió en uno de los principales conjuntos de Europa, ganando fama por sus interpretaciones de obras del último romanticismo y del siglo XX, en especial, las de Jean Sibelius y Gustav Mahler. Durante ese período, la orquesta se trasladó desde el Ayuntamiento de Birmingham a una nueva sede, la Symphony Hall, dentro del Centro Internacional de Convenciones de Birmingham («International Convention Centre»). El cercano CBSO Center, una reconvertida fábrica, alberga las oficinas de administración, los locales de ensayo y es lugar de algunos conciertos más íntimos.
Rattle fue nombrado director musical de la CBSO en 1990. Ese mismo año, se creó el cargo de «Compositor asociado Radcliffe» («Radcliffe Composer in Association»), siendo Mark-Anthony Turnage el designado. En 1995 Judith Weir se convirtió en «Compositor asociado Fairbairn» («Fairbairn Composer in Association»), seguida en 2001 por Julian Anderson.
Después de que Rattle renunciara a sus cargos de la CBSO, en 1998 el director finlandés Sakari Oramo se convirtió en su director titular y en 1999 en su director musical. Su trabajo con la CBSO ha incluido la creación de «Floof!», un festival de música contemporánea. También ha defendido la música de John Foulds en conciertos y grabaciones. En 2006, la orquesta anunció que Oramo tenía previsto dejar la dirección en el 2008 y pasar a ser su principal director invitado.
En octubre de 2007, la orquesta nombró al director letón Andris Nelsons como su 12.º director musical, efectivo en la temporada 2008-09. El contrato inicial de Nelson es por 3 años. El nombramiento de Nelsons es inusual ya que no había dirigido públicamente a la CBSO antes de su nombramiento, tan solo en un concierto privado y en una sesión de grabación.  
En 2001, los músicos renunciaron a un contrato que fijaba pagos adicionales por emisiones y grabaciones, en el contexto de la una grave crisis financiera de la CBSO. Además, otra controversia surgió a partir de las demandas de la CBSO al Consejo de las Artes para una mayor participación en la distribución de fondos debido a su reputación en comparación con otras orquestas británicas.
El director ejecutivo de la orquesta, nombrado en 1999, es Stephen Maddock.
La CBSO ha grabado principalmente para discográficas como EMI Classics, Warner Classics y Orfeo, así como algunos sellos pequeños. 
La orquesta también ha lanzado grabaciones bajo su sello de producción propia.

## Directores

### Directores musicales
- Appleby Matthews (1920-1924)
- Adrian Boult (1924-1930)
- Leslie Heward (1930-1943)
- George Weldon (1944-1951)
- Rudolf Schwarz (1951-1957)
- Andrzej Panufnik (1957-1959)
- Adrian Boult (1959-1960)
- Hugo Rignold (1960-1969)
- Louis Frémaux (1969-1978)
- Simon Rattle (1980-1998)
- Sakari Oramo (1998-2008)
- Andris Nelsons (2008-2016)
- Mirga Gražinytė-Tyla (2016-presente)

### Otros directivos importantes
- Stephen Maddock - Director ejecutivo
- Sir Michael Lyons - Presidente
- Wally Francis - Vicepresidente
- Michael Adams - Elected Trustee